# Højeste indsats
Højeste indsats er en amerikansk stumfilm fra 1921 af George D. Baker.

## Medvirkende
- Anna Q. Nilsson som Ember Edwards
- Robert Frazer som David Marlowe
- Frank Currier
- Kate Blancke som Mrs. Marlowe
- Charles Willis Lane som Clement Palter
- Robert Schable som Bunny Fish
- Thomas W. Ross som Charley
- Nellie Anderson